# Mark Price
William Mark Price (Bartlesville, 15 febbraio 1964) è un ex cestista e allenatore di pallacanestro statunitense, professionista nella NBA.
È il fratello di Brent Price.

## Carriera
Venne selezionato dai Dallas Mavericks al secondo giro del Draft NBA 1986 (25ª scelta assoluta).
Con gli Stati Uniti disputò i Campionati mondiali del 1994.

## Statistiche
| * | Primo nella lega |

### NCAA
| Anno      | Squadra               | PG  | PT | MP   | TC%  | 3P%  | TL%  | RP  | AP  | PRP | SP  | PP   |
| --------- | --------------------- | --- | -- | ---- | ---- | ---- | ---- | --- | --- | --- | --- | ---- |
| 1982-1983 | Georgia T. Yel. Jack. | 28  | -  | 36,4 | 43,5 | 44,0 | 87,7 | 3,8 | 3,3 | 2,0 | 0,1 | 20,3 |
| 1983-1984 | Georgia T. Yel. Jack. | 29  | -  | 37,2 | 50,9 | -    | 82,4 | 2,1 | 4,2 | 1,9 | 0,0 | 15,6 |
| 1984-1985 | Georgia T. Yel. Jack. | 35  | -  | 37,2 | 48,3 | -    | 84,0 | 2,0 | 4,3 | 1,9 | 0,1 | 16,7 |
| 1985-1986 | Georgia T. Yel. Jack. | 34  | -  | 35,4 | 52,8 | -    | 85,5 | 2,8 | 4,4 | 1,9 | 0,1 | 17,4 |
| Carriera  | Carriera              | 126 | -  | 36,5 | 48,7 | 44,0 | 85,0 | 2,6 | 4,0 | 1,9 | 0,1 | 17,4 |

### NBA

#### Regular Season
| Anno      | Squadra             | PG  | PT  | MP   | TC%  | 3P%  | TL%   | RP  | AP   | PRP | SP  | PP   |
| --------- | ------------------- | --- | --- | ---- | ---- | ---- | ----- | --- | ---- | --- | --- | ---- |
| 1986-1987 | Cleveland Cavaliers | 67  | 0   | 18,2 | 40,8 | 32,9 | 83,3  | 1,7 | 3,0  | 0,6 | 0,1 | 6,9  |
| 1987-1988 | Cleveland Cavaliers | 80  | 79  | 32,8 | 50,6 | 48,6 | 87,7  | 2,3 | 6,0  | 1,2 | 0,2 | 16,0 |
| 1988-1989 | Cleveland Cavaliers | 75  | 74  | 36,4 | 52,6 | 44,1 | 90,1  | 3,0 | 8,4  | 1,5 | 0,1 | 18,9 |
| 1989-1990 | Cleveland Cavaliers | 73  | 73  | 37,1 | 45,9 | 40,6 | 88,8  | 3,4 | 9,1  | 1,6 | 0,1 | 19,6 |
| 1990-1991 | Cleveland Cavaliers | 16  | 16  | 35,7 | 49,7 | 34,0 | 95,2  | 2,8 | 10,4 | 2,6 | 0,1 | 16,9 |
| 1991-1992 | Cleveland Cavaliers | 72  | 72  | 29,7 | 48,8 | 38,7 | 94,7* | 2,4 | 7,4  | 1,3 | 0,2 | 17,3 |
| 1992-1993 | Cleveland Cavaliers | 75  | 74  | 31,7 | 48,4 | 41,6 | 94,8* | 2,7 | 8,0  | 1,2 | 0,1 | 18,2 |
| 1993-1994 | Cleveland Cavaliers | 76  | 73  | 31,4 | 47,8 | 39,7 | 88,8  | 3,0 | 7,8  | 1,4 | 0,1 | 17,3 |
| 1994-1995 | Cleveland Cavaliers | 48  | 34  | 28,6 | 41,3 | 40,7 | 91,4  | 2,3 | 7,0  | 0,7 | 0,1 | 15,8 |
| 1995-1996 | Washington Bullets  | 7   | 1   | 18,1 | 30,0 | 33,3 | 100,0 | 1,0 | 2,6  | 0,9 | 0,0 | 8,0  |
| 1996-1997 | G.S. Warriors       | 70  | 49  | 26,8 | 44,7 | 39,6 | 90,6* | 2,6 | 4,9  | 1,0 | 0,0 | 11,3 |
| 1997-1998 | Orlando Magic       | 63  | 33  | 22,7 | 43,1 | 33,5 | 84,5  | 2,0 | 4,7  | 0,8 | 0,1 | 9,5  |
| Carriera  | Carriera            | 722 | 578 | 29,9 | 47,2 | 40,2 | 90,4  | 2,6 | 6,7  | 1,2 | 0,1 | 15,2 |
| All-Star  | All-Star            | 4   | 0   | 20,0 | 51,4 | 47,4 | 90,0  | 1,5 | 3,3  | 1,3 | 0,3 | 13,5 |

#### Play-off
| Anno     | Squadra             | PG | PT | MP   | TC%  | 3P%  | TL%    | RP  | AP  | PRP | SP  | PP   |
| -------- | ------------------- | -- | -- | ---- | ---- | ---- | ------ | --- | --- | --- | --- | ---- |
| 1988     | Cleveland Cavaliers | 5  | 5  | 41,0 | 56,7 | 41,7 | 96,0   | 3,6 | 7,6 | 0,6 | 0,0 | 21,0 |
| 1989     | Cleveland Cavaliers | 4  | 4  | 39,5 | 38,6 | 37,5 | 93,3   | 3,3 | 5,5 | 0,8 | 0,0 | 16,0 |
| 1990     | Cleveland Cavaliers | 5  | 5  | 38,4 | 52,5 | 35,3 | 100,0* | 2,8 | 8,8 | 1,8 | 0,2 | 20,0 |
| 1992     | Cleveland Cavaliers | 17 | 17 | 35,5 | 49,6 | 36,2 | 90,4   | 2,5 | 7,5 | 1,4 | 0,2 | 19,2 |
| 1993     | Cleveland Cavaliers | 9  | 9  | 32,0 | 44,3 | 30,8 | 95,8   | 2,1 | 6,1 | 1,7 | 0,0 | 13,0 |
| 1994     | Cleveland Cavaliers | 3  | 3  | 34,0 | 34,9 | 22,2 | 92,9   | 2,0 | 4,7 | 1,3 | 0,0 | 15,0 |
| 1995     | Cleveland Cavaliers | 4  | 4  | 35,8 | 30,0 | 23,5 | 97,0   | 3,0 | 6,5 | 1,5 | 0,0 | 15,0 |
| Carriera | Carriera            | 47 | 47 | 36,0 | 46,4 | 33,7 | 94,4   | 2,6 | 7,0 | 1,4 | 0,1 | 17,4 |

#### Massimi in carriera
- Massimo di punti: 39 vs Seattle Supersonics (12 dicembre 1992)[1]
- Massimo di rimbalzi: 11 vs San Antonio Spurs (15 gennaio 1990)
- Massimo di assist: 20 vs Atlanta Hawks (4 aprile 1990)
- Massimo di palle rubate: 6 (5 volte)
- Massimo di stoppate: 2 (3 volte)
- Massimo di minuti giocati: 51 vs Atlanta Hawks (13 aprile 1993)

## Palmarès

### Giocatore
- NCAA AP All-America Second Team (1985)
- NCAA AP All-America Third Team (1986)
- All-NBA First Team (1993)
- 3 volte All-NBA Third Team (1989, 1992, 1994)
- 4 volte NBA All-Star (1989, 1992, 1993, 1994)
- 3 volte miglior tiratore di liberi NBA (1992, 1993, 1997)
- 2 volte vincitore dell'NBA Three-point Shootout (1993, 1994)